# Microsoft Most Valuable Professional
El programa Microsoft Most Valuable Professional (MVP) es un premio otorgado por Microsoft a los líderes más valiosos en las comunidades destacados como reconocimiento a su labor voluntaria en compartir su conocimientos y en proveer respuestas correctas y desinteresadas a preguntas técnicas sobre productos y tecnologías de Microsoft, en foros, blogs, grupos de noticias y comunidades públicas. El premio MVP es otorgado como reconocimiento a las contribuciones en el año pasado (anterior al momento del premio), no por futuras contribuciones.